# 조카촌
조카촌(造賀村)은 히로시마현 가모군에 있던 촌이다. 현재의 히가시히로시마시 다카야정조카에 해당한다

## 역사
- 1889년 4월 1일 - 정촌제 시행에 의해 가모군 조카촌이 성립하였다.
- 1958년 1월 1일 - 다카야정에 편입해 폐지되었다.

## 참고문헌
- 『角川日本地名大辞典 34 広島県』。
- 『市町村名変遷辞典』東京堂出版、1990年